# Jon Thompson
 (avril 2020).
Pour les articles homonymes, voir Thompson.
Jon Thompson (1936 - février 2016) est un universitaire et artiste britannique. Également conservateur, il est connu pour son implication dans le développement de la génération d'artistes YBA. 